# Puste słowa
Puste słowa −  singiel promujący płytę Łez pt. The Best of 1996-2006.
Do utworu nakręcono teledysk. Piosenka przez kilka miesięcy gościła w playlistach muzycznych stacji radiowych. Jest to ostatni singiel zespołu w składzie z Anną Wyszkoni, która odeszła w 2010.